# 38-см гаубиця М.16 (Австро-Угорщина)

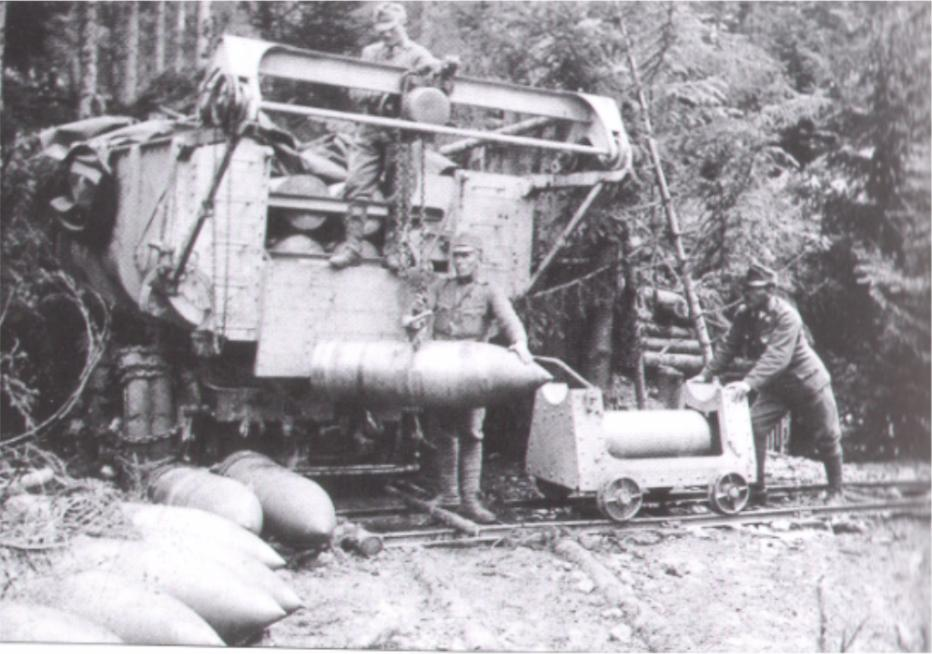
Транспортування 380-мм набоїв

38-см гаубиця М.16 — важка гаубиця Збройних сил Австро-Угорщини періоду 1-ї світової війни.
Роботи над гаубицею розпочала у квітні 1915 компанія Škoda Holding, оскільки 305-мм гаубиця виявилась заслабою при обстрілі ворожих фортифікацій. Нова гаубиця повинна була мати характеристики близькі до 42-см гаубиці оборони узбережжя, польову модифікацію якої могли перевозити лише по залізниці. Тому нова гаубиця мала бути більш мобільною, як 305 мм гаубиця, з дальністю пострілу 15 км час монтажу гаубиці становив 6—8 годин, а час бетонування основи 2—15 днів.
Розробкою зайнявся головний інженер компанії Річард Дірмозер (Richard Dirmoser). Для транспортування гаубицю планували розбирати на чотири частини, масою 38 т, 33 т, 37,6 т, 36,6 т. Контракт на будівництво транспортерів для частин гаубиці отримав Фердинанд Порше. Бензиновий генератор виробляв електроенергію для електродвигунів у кожному з коліс. Лафет гаубиці монтували на бетонній чи металевій платформі. Вона мала поршневий затвор, гідравлічно-поршневий противідкотний пристрій. При роздільному заряджанні використовували два види артилерійських снарядів, 5 видів порохових зарядів.
У січні 1916 р. випробували два прототипи гаубиці, а вже у травні гаубиці з модернізованими лафетами та назвами «Gudrun», «Barbara» взяли участь у наступі на Італійському фронті у битві при Асиаго. Вони відзначились при обстрілі ворожих підрозділів біля форту Лузерн. Гаубиця «Barbara» обстрілювала італійські форти Punta Corbin, Casa Ratti, гаубиця «Gudrun» форти Valmorbia, Coni Zugna і Col Santo. Внаслідок цього було замовлено ще 14 гаубиць, з яких до кінця війни виготовили 10 екземплярів. У 12 битві при ріці Ізонцо брала участь батарея № 4 38-см гаубиць. У червні 1918 біля Monte Erio дві батареї гаубиць підняли на висоту 1600 м над рівнем моря. Для перевезення розібраної гаубиці використовували автопоїзд С-Zug.